# Kári Árnason
Kári Árnason (Göteborg, 13 oktober 1982) is een in Zweden geboren IJslands voormalig voetballer die als middenvelder of verdediger speelde.

## Clubcarrière
Kári Árnason brak door bij Víkingur en speelde vervolgens in Zweden en Denemarken voor hij in 2009 in Engeland bij Plymouth Argyle kwam. Nadat hij een seizoen in Schotland bij Aberdeen FC speelde, komt hij sinds 2012 uit voor Rotherham United FC. Vervolgens speelde hij voor Malmö FF en AC Omonia voor hij in 2017 terugkeerde bij Aberdeen. Medio 2018 keerde Kári bij Vikingur terug op het oude nest, maar amper 2 maanden later tekende hij een contract in Turkije bij Gençlerbirliği. Hij besloot zijn loopbaan na het seizoen 2021 bij Víkingur, waarmee hij in de voorgaande jaren nog kampioen van IJsland en tweemaal bekerwinnaar was geworden.

## Interlandcarrière
Sinds 2005 speelt Kári Árnason in het IJslands voetbalelftal. In de zomer van datzelfde jaar vertrok Kári naar Malmö FF. Op 9 mei 2016 maakte bondscoach Lars Lagerbäck bekend Kári mee te nemen naar het Europees kampioenschap in juni 2016. Dit was voor het eerst dat IJsland zich hiervoor geplaatst had. Hij was een van de meest ervaren spelers in de selectie. IJsland werd in de kwartfinale uitgeschakeld door gastland Frankrijk, dat met 5–2 won.

Twee jaar later plaatste IJsland zich ook voor het eerst voor het Wereldkampioenschap voetbal en ook hier was hij een vaste waarde in het team. IJsland kwam hier niet verder dan de groepsfase.
- Lijst van spelers van het IJslandse voetbalelftal
- Lijst van spelers van Malmö FF

1 Hannes Þór ·
2 Birkir Már ·
3 Haukur Heiðar ·
4 Hjörtur ·
5 Sverrir Ingi ·
6 Ragnar ·
7 Jóhann Berg ·
8 Birkir ·
9 Kolbeinn ·
10 Gylfi ·
11 Alfreð ·
12 Ögmundur ·
13 Ingvar ·
14 Kári ·
15 Jón Daði ·
16 Rúnar Már ·
17 Aron  ·
18 Theódór Elmar ·
19 Hörður Björgvin ·
20 Emil ·
21 Arnór Ingvi ·
22 Guðjohnsen ·
23 Ari Freyr ·
Coach: Lagerbäck & Heimir
1 Hannes Þór ·
2 Birkir Már ·
3 Samúel Kári ·
4 Albert ·
5 Sverrir Ingi ·
6 Ragnar ·
7 Jóhann Berg ·
8 Birkir ·
9 Björn Bergmann ·
10 Gylfi ·
11 Alfreð ·
12 Schram ·
13 Rúnar Alex ·
14 Kári ·
15 Hólmar Örn ·
16 Ólafur Ingi ·
17 Aron  ·
18 Hörður Björgvin ·
19 Rúrik ·
20 Emil ·
21 Arnór Ingvi ·
22 Jón Daði ·
23 Ari Freyr ·
Coach: Heimir